# Варданзи
Варданзи — древний и средневековый город в 40 км к северо-востоку от Бухары на территории Шафирканского тумана Бухарской области.
Варданзи ныне городище в Шафирканском тумане Бухарской области. Историк X века Наршахи пишет, что город был основан до возникновения Бухары.
Историк Наршахи сообщает о Варданзи следующее:

Вардана — большое ceлениe. Там есть большая сильная крепость. С древнейших времен там жили цари, но в наше время там уже нет царской резиденции. Селение это древнее города Бухары; оно основано Шахпур-Маликом и находится на границе с Туркестаном. В этом селении каждую неделю был один базарный день, торговцев собиралось очень много; вывозилась оттуда тоже ткань занданичи, хорошо сделанная.

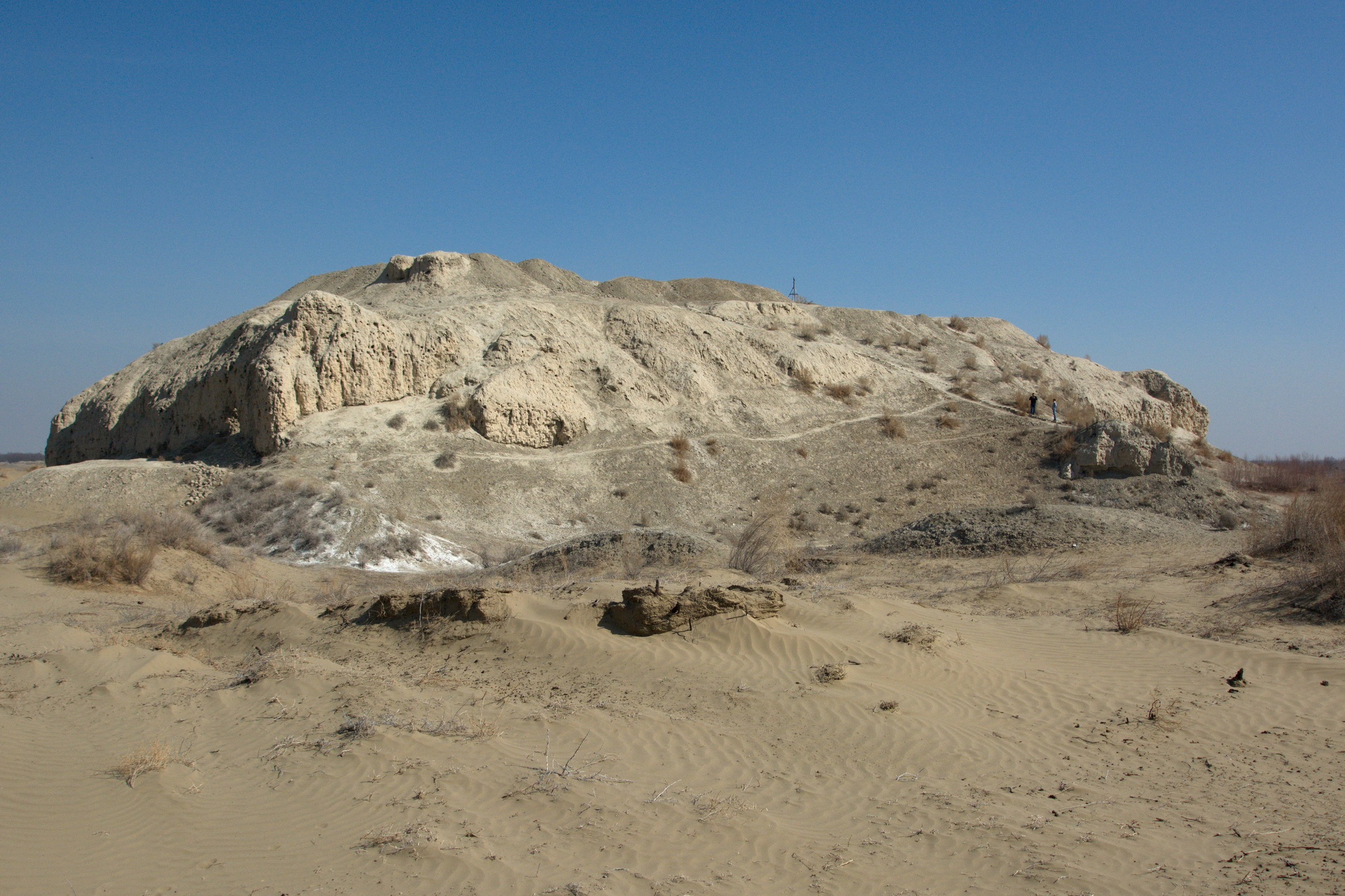
Подъём на крепость Варданзи

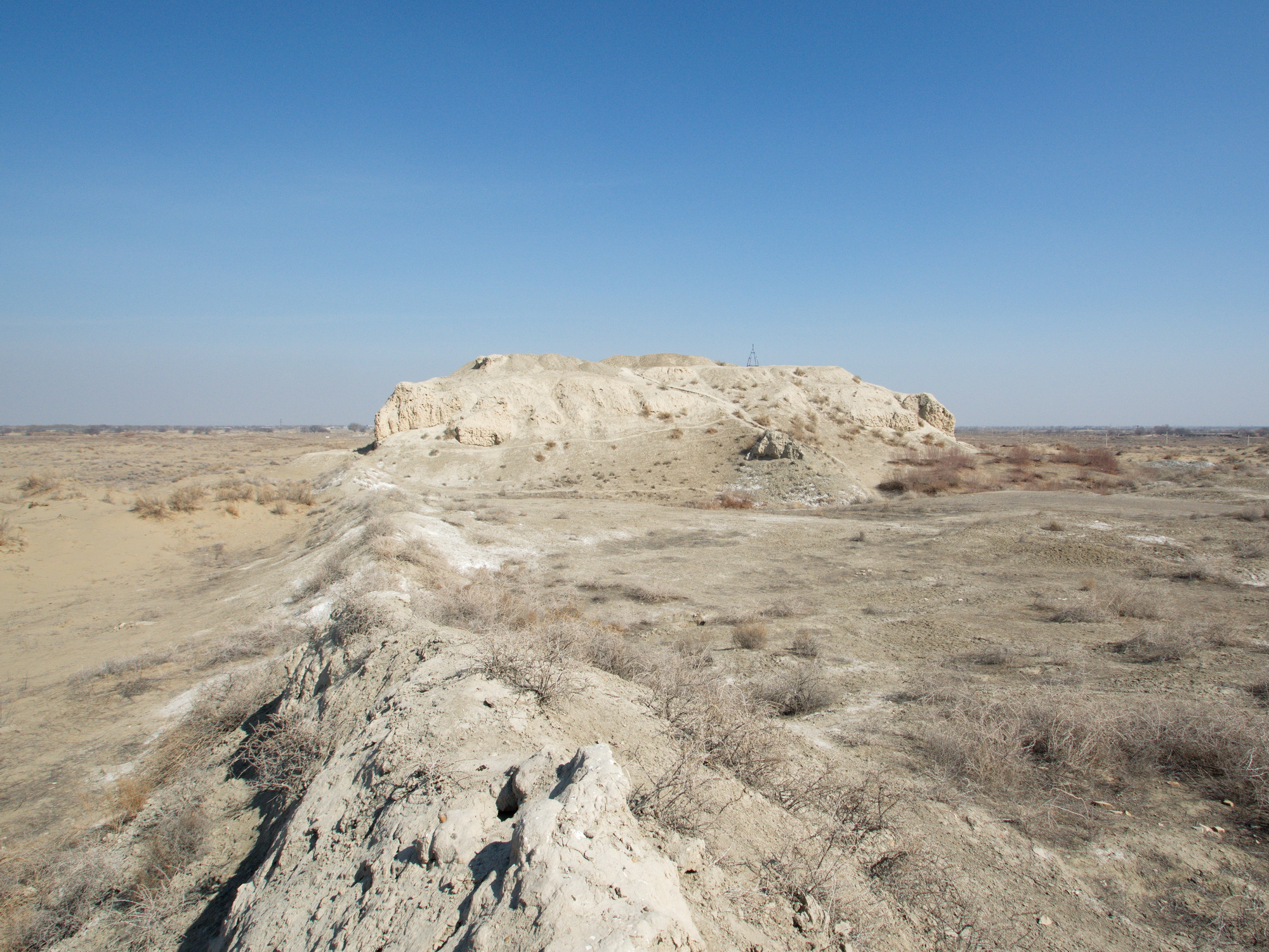
Вид на крепость, южная сторона

Варданзи управлялось династией царей, носивших титул вардан-худат. Город в те далекие времена имел важное стратегическое, промышленное и торговое значение. Он был пограничным пунктом с кочевниками. Арабы, предводительствуемые Кутейбой ибн Муслимом, в 708—709 годах окончательно покорили Ромитан и владения вардан-худатов.
По преданию крепость Варданзи была основана сасанидским царевичем Шапуром. Ему же приписывается строительство канала Шапуркам.
Варданзи состоял из цитадели и шахристана. В цитадели располагался дворец правителя. Здесь же находились военный арсенал, продовольственные склады, монетный двор, другие административные и культовые постройки города. В шахристане, окруженном крепостной стеной и разделенном узкими улочками, жили мастера-ремесленники.
Варданзи некогда был большим и известным городом, но, вследствие поступательного движения песков, в XIX веке он был засыпан ими и стал необитаемым.
В 1975 году здесь был образован небольшой заповедник площадью 324 га. Центром заповедника является высокий глинистый холм — развалины укреплённого замка. Однако заповедник имел неудачное расположение среди сельскохозяйственных угодий, на его территории не встречалось животных, включённых в Красную книгу Узбекской ССР, и в 1983 году заповедный статус был заменён на статус памятника природы. после распада Советского союза саксаулы на территории заповедника были вырублены и он превратился просто в археологический памятник.
В середине XIX века эта территория входила в состав тюмени (волость) Варданзи, значительная часть её в 1868 г. была занесена песком.

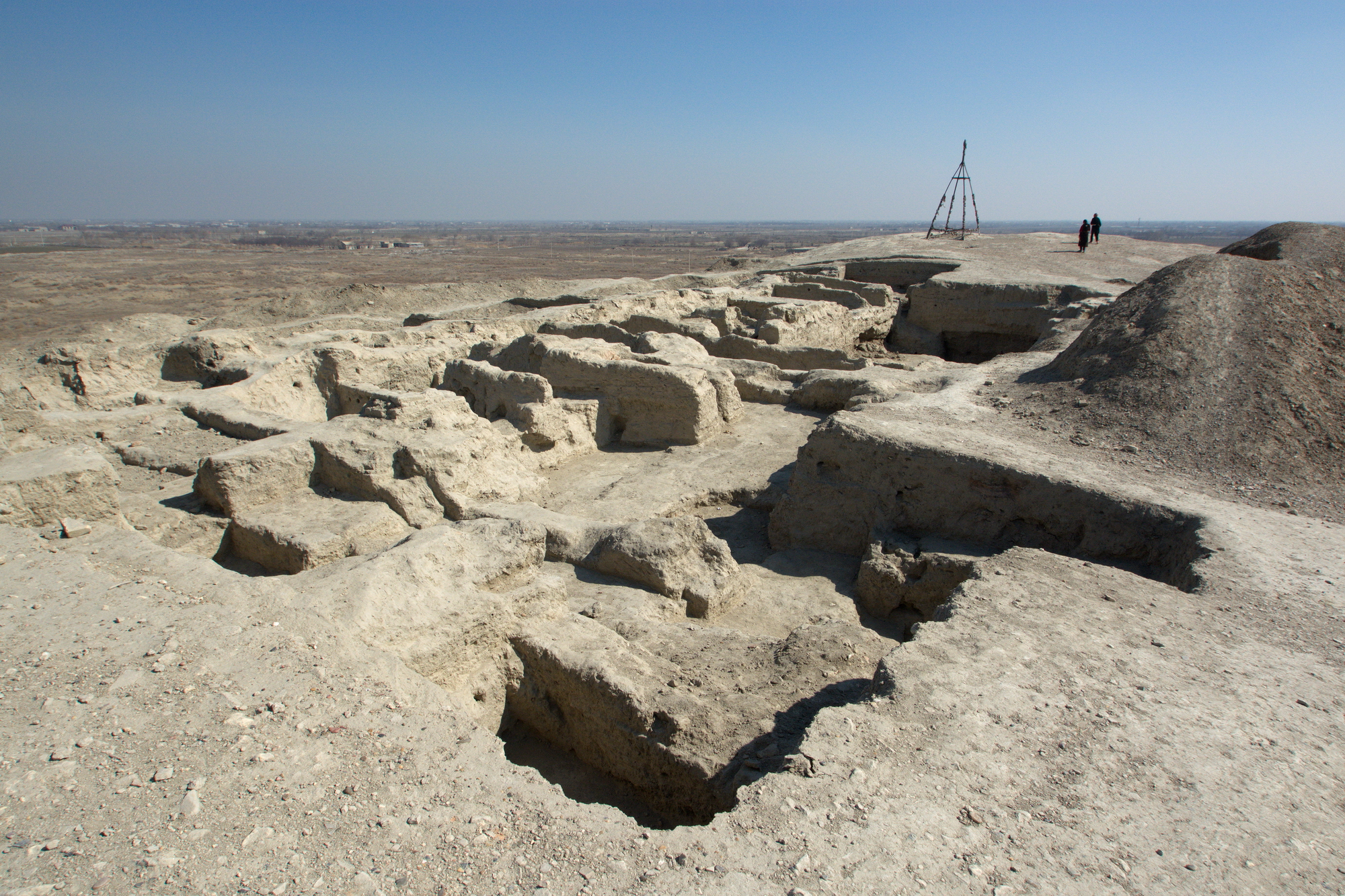
Раскопки в Варданзи

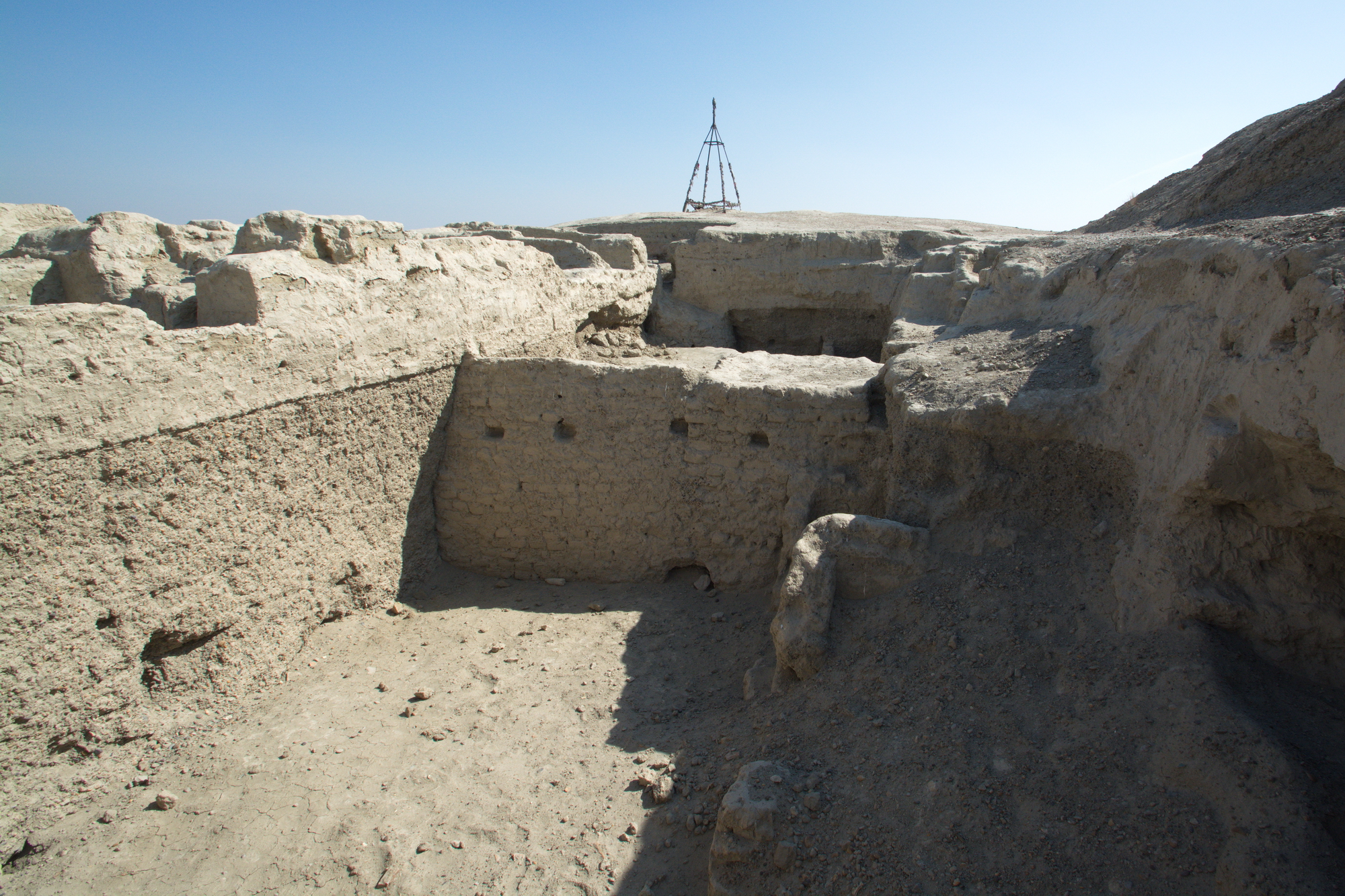
Раскопки в Варданзи

## Достопримечательности
- городище Варданзи
- святилище Биби Зубайда
- святилище Бурки Сармаст

## Известные жители из Варданзи
- Абу Ахмед Ибрис ал Вардани, теолог-хадисовед IX—X веков
- Абу Саъд Хумам ал Вардани, теолог-хадисовед X века.
- Абу Абдулла Мухаммад ал-Вардани (умер в 945 году), теолог-хадисовед
- Фитрат Вардонзехи, поэт XIX века